# Шибам
Шиба́м (на арабски: شبام) е град в област Хадрамаут, Йемен, с население 13 316 жители (2004). Бил е няколко пъти столица на царство Хадрамаут.
Слави се със своята несравнима архитектура, която е включена в списъка на световното наследство на ЮНЕСКО. Всички жилищни сгради в Шибам са построени от глинени тухли. Към 500 от тях може да се считат за многоетажни (за времето на построяването им), тъй като имат 5-11 етажа, като всеки етаж представлява отделно жилище, заемано от отделно семейство.
Такъв тип постройки са призвани да защитават жителите на града от набези на бедуини. Въпреки че градът съществува вече около 2000 години, мнозинството жилищни сгради са построени през XVI век. Много от тях неведнъж са престроявани за последните столетия.
Шибам често е наричан „най-старият град на небостъргачите в света“ или „Пустинният Манхатън“. Той е най-древният пример за градоустройствено проектиране, основано на принципа на вертикалното строителство. В Шибам се намират най-високите глинени здания в света, някои от които се извисяват на 30 м и повече.

## Галерия
- Общ изглед
- Изглед отблизо
- Градска порта
- Въздушна снимка